# Шевченковское (Синельниковский район)
Шевченковское (укр. Шевченківське) — село,
Шевченковский сельский совет,
Синельниковский район,
Днепропетровская область,
Украина.
Код КОАТУУ — 1224888501. Население по переписи 2001 года составляло 312 человек.
Является административным центром Шевченковского сельского совета, в который, кроме того, входят сёла
Днепровское,
Котляровское,
Мажары и
Рудево-Николаевка.

## Географическое положение
Село Шевченковское находится в 1-м км от левого берега реки Средняя Терса,
на расстоянии в 1 км расположены сёла Котляровское и Днепровское.
По селу протекает пересыхающий ручей с запрудой.

## Экономика
- ФХ «Агрос».

## Объекты социальной сферы
- Школа I—II ст. (закрыта).
- Детский сад (не работает).
- Клуб.